# Azura Skye
Azura Skye (de son vrai nom Azura Dawn Storozynski) est une actrice américaine née le 8 novembre 1981 à Northtidge en Californie. Ses parents étant des amateurs dans le domaine de la gemmologie, ils choisissent le prénom Azura, en référence à la pierre semi-précieuse qu'est l'azurite.

## Carrière
Azura Skye est connue pour son rôle de Jane dans la série télévisée américaine Zoé, Duncan, Jack et Jane. Elle a également interprété le rôle de Cassie Newton dans quelques épisodes de la 7e saison de la série Buffy contre les vampires. Elle a participé à 4 épisodes de la série Les Experts : Miami (dans le rôle de Susie Barnam Keaton). Elle est apparue en tant qu'actrice invitée dans de nombreuses séries : Total Security, Les Anges du bonheur, La Vie à tout prix, Gideon's Crossing, Smallville, John Doe, Amy, Dr House, Ghost Whisperer et Bones. Elle a également joué dans plusieurs films, notamment aux côtés de Bruce Willis dans Bandits en 2001.

## Filmographie

### Cinéma
- 1999 : En direct sur Ed TV : Adolescente interrogée
- 1999 : Dementia : Veronica
- 2000 : 28 jours en sursis : Andrea
- 2001 : Bandits : Cheri
- 2001 : Town & Country : Spider
- 2001 : Buck Naked Arson : Janey
- 2002 : The Salton Sea : Teresa
- 2002 : Dragon rouge : Vendeuse de livre
- 2003 : Carolina : Georgia Mirabeau
- 2004 : Sexual Life : Lorna
- 2005 : Thanks to Gravity : Nina
- 2005 : Heavens Fall : Ruby Bates
- 2005 : Laying Down Arms : Janet
- 2005 : The Wendell Baker Story : May
- 2008 : One Missed Call : Leann

### Séries
- 1997 : Les Anges du bonheur : China
- 1997 : La Vie à tout prix : Cashier
- 1999 : Zoé, Duncan, Jack et Jane : Jane Cooper
- 2001 : Gideon's Crossing : Haley
- 2002 : Confessions of an Ugly Stepsister : Iris Fisher
- 2002 : Smallville : Amy Palmer
- 2002 : John Doe : Karen
- 2002 : Amy : Rhonda Petty
- 2002 : Les Experts : Miami (saison 1, épisode 23) : Susie Barnam Keaton
- 2003 : Buffy contre les vampires : Cassie Newton (saison 7, épisodes 4 et 7)
- 2003 - 2004 : Les Experts : Miami : Susie Barnam Keaton (saison 2, épisode 8 et saison 3, épisode 16)
- 2007 : Dr House (saison 4) : Irene
- 2007 : Ghost Whisperer (saison 3, épisode 6) : Sophie Owens
- 2008 : Bones (saison 3) : Amber Kippler
- 2009 : Mentalist: Tamzin Dove / Sarah Jones
- 2010 : Cold Case (saison 7 épisode 19) : Claire Shepard
- 2011 : Grimm (saison 1) : Robin Steinkellner
- 2011 : American Horror Story (saison 1) : Fiona
- 2018 : Saison 2 de Riverdale (saison 2 épisode 17) : Darla
- 2019 : Saison 4 de Riverdale (saison 4 épisodes 7 et 9) : Darla Dickenson